# Сондре Бйорсхол
Сондре Флем Бйорсхол (норв. Sondre Flem Bjørshol, нар. 30 квітня 1994, Ставангер, Норвегія) — норвезький футболіст, фланговий захисник клубу «Вікінг».

## Клубна кар'єра
Сондре Бйорсхол народився у місті Ставангер і грати у футбол починав у місцевому клубі «Відар». З 2013 року Бйорсхол є гравцем основного складу. У 2016 році футболіст перейшов до клубу Другого дивізіону «Осане», де провів три сезони.
Влітку 2018 року Бйорсхол повернувся до Ставангера, де він приєлнався до місцевого клубу «Вікінг», разом з яким у 2021 році посів третє місце в Елітсерії та виборов право представляти Норвегію у Лізі конференцій.

## Досягнення
Вікінг
 Переможець Кубка Норвегії: 2019